# 아비셱 바찬
아비셱 바찬(Abhishek Bachchan, 1976년 2월 27일 ~ )은 인도의 배우, 영화 제작자이다.

## 출연 작품

### 영화
- 청춘 (2004)
- 둠 (2004)
  - 둠 2 (2006) - 제이 역
- 번티 아우어 바브리 (2005)
- 가문의 법칙 (2005)
- 살람 나마스테 (2005)
- 네버 세이 굿바이 (2006)
- 계속해요, 문나 형님 (2006)
- 움라오 잔 (2006)
- 구루 (2007)
- 댄스 베이비 댄스 (2007)
- 옴 샨티 옴 (2007)
- 미션 이스탄불 (2008)
- 도스타나 (2008)
- 럭 바이 찬스 (2009)
- 파아 (2009)
- 플레이어 (2012)
- 더 그레이트 서커스 (2013)
- 해피 뉴 이어 (2014)
- 하우스풀 3 (2016)
- 허즈번드 머티리얼 (2018, Manmarziyaan)
- 모글리: 정글의 전설 (2018)